# Jean Charles Nicolas Dumont
 (octobre 2019).
Jean Charles Nicolas Dumont, né en 1730, mort le 17 mai 1788 à Oisemont (généralité d'Amiens, actuel département de la Somme), est un jurisconsulte de l'Ancien régime. 

## Biographie
Il est le fils de Jean Dumont, procureur et notaire de la prévôté de Vimeu, et de Marianne Duméril. Il épouse en 1754 Marie Thérèse Manier. 
Il est lui-même procureur et notaire de la prévôté de Vimeu en 1754-1764, puis devient prévôt de Vimeu (qualité attestée en 1784-1788).
De leur mariage, naissent deux fils, Charles Henry Frédéric Dumont en 1758 et André Dumont en 1764.

## Publications
Jean Charles Nicolas Dumont est l’auteur de plusieurs ouvrages de jurisprudence : le Nouveau style criminel, 2 volumes, 1770 ; un Nouveau commentaire sur l'ordonnance civile de 1667 (Berton, Paris, 1783), et un Plan de législation criminelle (Paris, Cellot, 1784).

## Pour approfondir